# Children of Bodom
Children of Bodom bio je melodični death metal sastav iz Finskog grada Espoo. Postoje mnogi nesporazumi oko određivanja žanra tog sastava, ali u osnovi njihova glazba je melodic death metal. Tekstovi njihovih pjesama uglavno su pisani engleskim jezikom i prikazuju motive smrti, rata, ubojstava na jezeru Bodom i osobnih gubitaka.

## Životopis
Children Of Bodom dolaze iz Espooa, grada nedaleko od finske prijestonice, Helsinkija. Sastav je osnovan 1993. godine s drugim imenom - Inearthed i sa stilom koji se razlikovao od današnjeg. Inearthed su osnovali petnaestogodišnjaci - Alexi Laiho (gitara, vokal) i bubnjar Jaska Raatikainen. Nakon što je Samuli Miettinen došao u sastav,IneartheD je ušao u studio i snimio svoj prvi demo Implosion Of Heaven. 1995. sastav je ušao u Astia studios i snimio svoj drugi demo Ubiguitous Absence Of Remission. Neposredno nakon snimanja druge demosnimke sastavu se pridružio Alexander Kuoppala. Krajem 1995. Samulijeva obitelj se preslila u SAD i tako je Samuli napustio Inearthed.Tako su se sastavu pridružili novi basist Henkka T. Blacksmith i klavijaturist Jane Pirisjoki. U veljači 1996. snimljen je treći demo Shining.
Sastav je slao svoje demosnimke raznim diskografskim kućama ali od nijedne nisu dobili odgovor. Tako su odlučili snimiti prvi studijski album. Došlo je do promjena u postavi sastava. Jani Pirisjoki je izbačen i na njegovo mjesto je došao Janne Warman. Nakon snimanja albuma dobili su ponudu male belgijske diskografske kuće. Ponuda i nije bila dobra ali je bila najbolja koju su dobili pa su odlučili potpisati. U to vrijeme Alexander je radio sa Samijem Tentzom kojemu je dao jedan primjerak albuma. Sami je album dao Ewo Rytkönenu koji je radio u finskoj diskografskoj kući Spinefarm Records. Album mu se toliko svidio da im je ponudio ugovor. No Inearthed je već bio potpisao za belgijsku kuću pa su morali promijeniti ime u Children of Bodom.
Ime sastava vuče porijeklo od novinarskog naziva Children Of Bodom za tinejdžere koji su, kampirajući lipnja 1960. godine na obali jezera Bodom, bili brutalno izmasakrirani. Samo jedan preživjeli zadržan je u psihijatrijskoj ustanovi zbog psihičkih problema.Slučaj nije riješen do danas, ali je predstavljao inspiraciju za mnoge, pa i za ovaj sastav čiji je i danas zaštitni znak upravo Reaper koji nikada nije otkriven. Nedugo nakon što je Something Wild izdan u Finskoj, potpisali su ugovor s Nuclear Blastom. CoB je snimio jednu novu pjesmu Children of Bodom i izdao je kao singl koji je bio na prvom mjestu u Finskoj 8 tjedana. 
Uslijedile su mnogobrojne turneje, te su utom razdoblju oživjele i neke nove pjesme za album Hatebreeder. Malo prije nego što je album izdan, izašao je singl Downfall, koji je sadržavao obradu pjesme grupe Stone, No Commands. Hatebreeder je izdan 1999., i za njim je uslijedilo još više uspjeha. CoB su otišli u Japan i imali tri nastupa, jedan u Osaki i dva u Tokiju, te je izdat live album Tokyo Warhearts. Laiho je surađivao i sa sastavima Impaled Nazarane i Sinergy (čijom se pjevačicom Kimberly Gross i oženio). Novi singl Hate Me pušten je u prodaju nedugo prije izlaska trećeg albuma Follow the Reaper. U prvom tjednu prodan je u više od 50000 primjeraka, što ukazuje na ogroman porast popularnosti. 2002. godine izlazi novi singl You're Better Off Dead, a poslije njega izlazi album Hate Crew Deathroll. Album je bio mješavina starijih uradaka, ali i pokazatelj daljnjeg usmjeranja glazbe CoB-a. Album je bilježio uspjehe na svim područjima, te je sastav postao jedan od predvodnika cijele metal scene. 
Ubrzo nakon izdavanja novog albuma,sastav napušta Alexander Kuoppala, a zamjenjuje ga Roope Latvala iz Sinergya. Sastav izdaje i DVD EP Trashed, Lost & Strungout, koji je bio samo predigra za 5. po redu album Are You Dead Yet?. Reakcije fanova varirale su od dobrih do loših, međutim album je komercijalno vrlo dobro prošao. u listopadu 2006. izlazi DVD izdanje koncerta u Stockholmu, u veljači iste godine. Svoj šesti studijski album Blooddrunk objavili su u travnju 2008., a sedmi album Relentless Reckless Forever početkom ožujka 2011., te najnoviji Halo of Blood u 2013. godini.

## Sastav

### Sadašnja postava
- Alexi Laiho  - vokali, gitara
- Jaska Raatikainen - bubnjevi
- Janne Warman - klavijature
- Henkka Seppälä - bas-gitara
- Roope Latvala - vodeća i ritam gitara

### Bivši članovi
- Alexander Kuoppala - ritam gitara (1993. – 2003.)
- Jani Pirisjoki - klavijature (1995. – 1997.)
- Samuli Miettinen - bas-gitara (1993. – 1995.)
- Erna Siikavirta - klavijature (europska turneja, 1998.)

## Diskografija

### Studijski albumi
- Something Wild (1997.)
- Hatebreeder (1999.)
- Follow the Reaper (2000.)
- Hate Crew Deathroll (2003.)
- Are You Dead Yet? (2005.)
- Blooddrunk (2008.)
- Relentless Reckless Forever (2011.)
- Halo of Blood (2013.)
- I Worship Chaos (2015.)
- Hexed (2019.)

### DVD Izdanja
- Chaos Ridden Years-Stockholm Knockout Live (DVD,  2006.)
- Trashed, Lost & Strungout  (DVD-EP,  2004.)

### Singlovi i mini CD-ovi
Inearthed
- Implosion of Heaven (Demo, 1994)
- Ubiquitous Absence of Remission (Demo, 1995)
- Shining (Demo, 1996)

Children of Bodom
- The Carpenter (1997.) (Nightwish i Thy Serpent)
- Children of Bodom (1998.) (Cryhavoc i Wizzard)
- Downfall (1998.)
- Hate Me! (2000.)
- You're Better Off Dead (2002.)
- Needled 24/7 (2003.)
- Trashed, Lost & Strungout (Mini CD, DVD, 2004.)
- In Your Face (2005.)
- Are You Dead Yet? (2006.)

### Kompilacije
- Bestbreeder - 1997.-2000. (2003.)
- Skeletons in the Closet (2009.)

### Obrađene pjesme
- "Bed of Nails", Alice Cooper
- "Rebel Yell", Billy Idol
- "Shot in The Dark", Ozzy Osbourne
- "Don't Stop at The Top", Scorpions
- "Oops, I Did It Again...", Britney Spears
- "Talk Dirty To Me" by Poison
- "Hellion", W.A.S.P.
- "Latomeri", Klamydia
- "Silent Scream", Slayer
- "Somebody Put Something In My Drink", The Ramones
- "No Commands", Stone
- "She is Beautiful", Andrew W.K.
- "Mass Hypnosis", Sepultura
- "Aces High", Iron Maiden
- "One", Metallica
- "The Final Countdown", Europe

## Vanjske poveznice
- Službene stranice